# Дунаев, Иван Андреевич
Иван Андреевич Дунаев (1753—1816) — генерал-майор российского флота (1816).
Родился 23 марта (3 апреля) 1753 года.
Служил в морской артиллерии. Отличился в Русско-турецкой войне 1768—1774 и Русско-шведской войне 1788—1790.
На 1795 год капитан 3-го ранга, кавалер ордена Святого Владимира 4-й степени Иван Андреевич Дунаев числится в Артиллерийской экспедиции Адмиралтейств-коллегии.
В чине капитана 1-го ранга за выслугу в 18 морских полугодовых кампаний был награждён орденом Святого Георгия 4-го класса (ноябрь 1802). Командовал артиллерийскими командами Балтийского флота в Кронштадте и Санкт-Петербурге.
Похоронен на Смоленском православном кладбище.